# 안전 밸브

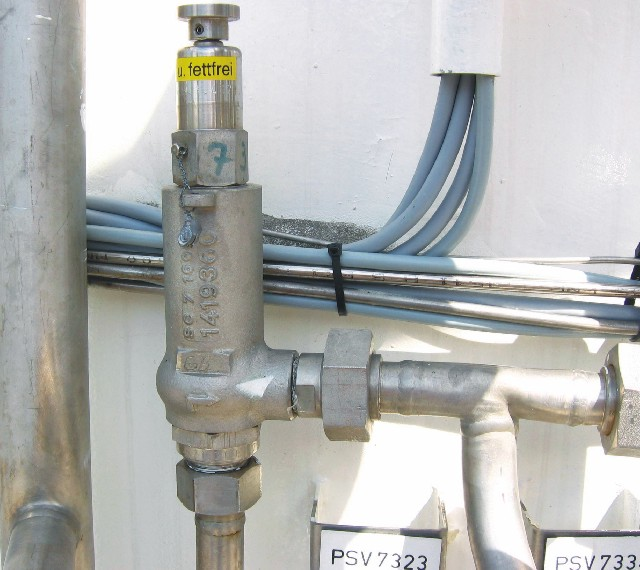
산소 안전 릴리프 밸브

안전 밸브(安全 valve)는 페일 세이프(안전 장치) 역할을 하는 밸브이다. 안전 밸브의 예로는 압력이나 온도가 미리 설정된 한계를 초과할 때 보일러, 압력 용기 또는 기타 시스템에서 물질을 자동으로 방출하는 압력 릴리프 밸브(PRV)가 있다. 파일럿 작동식 릴리프 밸브는 특수한 유형의 압력 안전 밸브이다. 누출 방지, 저렴한 비용, 단일 비상 사용 옵션은 파열판이다.
안전 밸브는 산업 혁명 당시 증기 보일러에 사용하기 위해 처음 개발되었다. 이 장치 없이 작동한 초기 보일러는 주의 깊게 작동하지 않으면 폭발할 위험이 있었다.
진공 안전 밸브(또는 압력/진공 복합 안전 밸브)는 탱크를 비울 때 탱크가 무너지는 것을 방지하거나 뜨거운 CIP(Clean-In-Place) 또는 SIP(Sterilization-In-Place) 절차 이후 차가운 헹굼수를 사용할 때 탱크가 붕괴되는 것을 방지하기 위해 사용된다. 진공 안전 밸브의 크기를 정할 때 계산 방법은 특히 온수 CIP/냉수 시나리오에서 어떤 표준으로도 정의되지 않지만 일부 제조업체에서는 크기 조정 시뮬레이션을 개발했다.
안전 밸브라는 용어는 은유적으로도 사용된다.

## 같이 보기
- 용광로
- 릴리프 밸브